# Allium kaschianum
L'Allium kaschianum és una espècie de planta originària d'Àsia (Xinjiang, el Kazakhstan i el Kirguizstan). Se sol trobar a alçades que oscil·len entre els 2400 i els 3000 m.